# 李氏栉锉蛤
李氏栉锉蛤（学名：Ctenoides lischkei）是狐蛤目狐蛤科栉锉蛤属的一种。

## 分佈
主要分布于韩国、中国大陆、台湾，常栖息在水深111米、砂质底质、潮间带至潮下带100米左右，以足丝附着于岩石、石块上。